# Interunion Capitalização
Interunion Capitalização foi uma corretora de valores brasileira, fundada pelo empresário e banqueiro Artur Osório Marques Falk, com sede na cidade do Rio de Janeiro.

## História
Fundada em 09 de abril de 1985, o carro-chefe da empresa foi o título de capitalização Papa-Tudo, uma cartela de jogo similar a Tele Sena, pertencente ao empresário Silvio Santos. Xuxa e o apresentador César Filho foram os garotos propaganda do Papa-Tudo.
Em junho de 1996, a Interunion Capitalização sofreu uma intervenção da Superintendência de Seguros Privados (Susep) por suposta falta de liquidez e em 1998, foi decretada a liquidação extrajudicial da empresa. Desde então, passou a ser administrada pela Susep. Em 2018, terminou de pagar todos seus credores.
Em 2000, Artur Falk e todos o foram denunciados pelo Ministério Público Federal. Em 2017, a pena foi reduzida para cinco anos de prisão, no entanto, foi extinta devido à prescrição.